# Muʻa (Wallis und Futuna)
Muʻa (wallisianisch für „zuerst“; auch Mua) ist einer der drei Distrikte des Königreichs von Uvea im französischen Überseegebiet Wallis und Futuna im Pazifik. Er nimmt das südliche Drittel der Insel Uvea ein und grenzt im Norden an Hahake.

## Geografie
Der nördliche Teil ist eher dünn besiedelt und von Wald bedeckt, während sich entlang der Südküste viele Siedlungen befinden. Muʻa ist Uveas Distrikt mit den meisten Dörfern, allerdings nicht mit den meisten Einwohnern. Im Nordwesten an der Grenze zu Hahake befindet sich der Lac Lalolalo (deutsch Lalolalo-See). Die im Süden vorgelagerten Inseln Faloa, Nukuatea, Nukumoto, Fenua Foʻou, Motu o Tupa, Îlot St. Christophe, Nukuato und Nukufetau gehören auch zu Muʻa. Alle Inseln gehören zu den Wallis-Inseln.
Muʻa besteht aus zehn Dörfern mit eigenem Dorfvorsteher, denen ein Faipule als Verwalter des Distrikts vorsteht:
| Dorf        | Einwohner (1. Januar 2023) |
| ----------- | -------------------------- |
| Utufua      | 588                        |
| Halalo      | 460                        |
| Vaimalau    | 363                        |
| Lavegahau   | 326                        |
| Tepa        | 256                        |
| Gahi        | 255                        |
| Teʻesi      | 209                        |
| Haʻatofo    | 161                        |
| Malaʻefoʻou | 177                        |
| Kolopopo    | 95                         |